# Kassala (staat)
Kassala (Arabisch: Kassalā; Engels: Kassala) is een van de 16 staten van Soedan en is in het oosten van het land gelegen. De staat heeft een grondgebied van bijna 42.000 km² en had in 2012 1,5 miljoen inwoners. De hoofdstad van de staat heet eveneens Kassala. Het grondgebied van Kassala heeft reeds enkele wijzigingen ondergaan. Op de eerste dag van 1973 werd de nieuwe staat Rode Zee ervan afgesplitst. Op 1 juli het jaar daarop werd met delen ervan de staat Nahr-an-Nil gecreëerd.

## Grenzen
De staat Kassala grenst aan één buurland van Soedan:
- Twee regio's van Eritrea in het oosten (van noord naar zuid):
  - Anseba.
  - Gash-Barka.

De overige grenzen van Kassala worden gevormd met vier andere staten.
- Rode Zee in het noorden.
- Al-Qadarif in het zuiden.
- Khartoem in het uiterste westen.
- Nahr-an-Nil in het noordwesten.

Al-Jazirah · Al-Qadarif · Ash-Shamaliyah · Blauwe Nijl · Centraal-Darfoer  · Kassala · Khartoem · Noord-Darfoer · Noord-Kordofan · Oost-Darfoer · Nijl · Rode Zee · Sennar · West-Darfoer · West-Kordofan · Witte Nijl · Zuid-Darfoer · Zuid-Kordofan